# Acanthopagrus bifasciatus
Acanthopagrus bifasciatus es una especie de peces de la familia Sparidae en el orden de los Perciformes.

## Morfología
• Los machos pueden llegar alcanzar los 50 cm de longitud total.

## Distribución geográfica
Se encuentra en las  costas occidentales del Océano Índico (desde el Mar Rojo y el Golfo Pérsico hasta KwaZulu-Natal -  Sudáfrica -).